# ディナモ・カザン (女子バレーボール)
ディナモ・カザン（原語表記:Динамо-Казань、英標記:Dynamo Kazan）は、ロシア連邦に属するタタールスタン共和国カザンを本拠地とする女子バレーボールクラブである。　エカテリーナ・ガモワを擁していた2011年から2015年にかけて、ロシアリーグで5連覇を達成した。

## 概要
設立は2002年であり、現在はロシア1部リーグのスーパーリーグに所属。 　
2011年、ロシア・カップ及びスーパーリーグにおいて初優勝を飾った。

## 主な成績
女子世界クラブ選手権
- 優勝:2014 [5]

CEVチャンピオンズリーグ
- 優勝:2013/14 [6]

 ロシアリーグ
- 優勝：2011[7]、2012[8]、2013[9]、2014[10]、2015[11]

 ロシアカップ
- 優勝：2010[12], 2012[13]、2016[14]

## チームメンバー
シーズン 2024-25, 2024年10月時点
| 背番号 | 氏名                         | ポジション           | 身長 (cm) | 生年月日              |
| ------ | ---------------------------- | -------------------- | --------- | --------------------- |
| 2      | Polina Yunikova              | ミドルブロッカー     | 190       | 2005年4月17日（19歳） |
| 3      | Milina Rakhmatullina         | リベロ               | 173       | 2001年10月3日（23歳） |
| 4      | ポリーナ・マトベーワ         | セッター             | 194       | 2002年8月8日（22歳）  |
| 5      | エカテリーナ・エニナ         | ミドルブロッカー     | 192       | 1993年5月10日（31歳） |
| 6      | イリーナ・コロレワ           | ミドルブロッカー     | 196       | 1991年10月4日（33歳） |
| 7      | Daria Zamanskaya             | アウトサイドヒッター | 184       | 2004年3月25日（20歳） |
| 8      | Maria Bibina                 | リベロ               | 170       | 1994年3月26日（30歳） |
| 9      | Elizaveta Lukianova          | オポジット           | 200       | 1999年3月18日（25歳） |
| 10     | Anastasia Anufrienko         | セッター             | 180       | 1993年2月18日（32歳） |
| 12     | Svetlana Gatina              | アウトサイドヒッター | 190       | 2003年5月21日（21歳） |
| 17     | アンゲリーナ・スペルスカイテ | アウトサイドヒッター | 188       | 1997年2月11日（28歳） |
| 18     | Kamilla Rebrova              | アウトサイドヒッター | 184       | 2007年2月24日（18歳） |
| 21     | ブライエリン・マルティネス   | アウトサイドヒッター | 201       | 1996年9月11日（28歳） |
| 22     | Taisia Konovalova            | ミドルブロッカー     | 188       | 1996年5月22日（28歳） |
| 23     | ガイラ・ゴンサレス           | オポジット           | 188       | 1997年6月22日（27歳） |

## 歴代在籍選手
| - ナタリア・アリモワ - エレーナ・エジョワ - エカテリーナ・ガモワ - オルガ・クルジャノフスカヤ - アンナ・マティエンコ - マリア・ボロダコワ - マリナ・シェシェニナ - ビクトリア・クジャキナ - エカテリーナ・ウラノワ - ベラ・ベトロワ - タチアナ・コシェレワ - レシャ・マフノ - レジーナ・モロズ - ビクトリア・チャプリナ - エフゲーニャ・スタルツェワ | - マリア・フロロワ - ユリア・ポドスカルナヤ - アンナ・ポドコパエワ - イリーナ・フィリシチンスカヤ - アナスタシア・サモイレンコ - イリーナ・コロレワ - ビクトリア・チャプリナ - ダリア・イサエワ - オリガ・ビリュコワ - ダリア・マリギナ - タチアナ・ロマノワ - イリーナ・ボロンコワ - アンゲリーナ・ラザレンコ - アンナ・コチコワ - アリーナ・フェドロフツェワ | - テリーズ・クロフォード - ヘザー・バウン - タイーバ・ハニーフ - ジョーダン・ラーソン - 栗原恵 - オヌマー・シッティラック - アントネッラ・デルコーレ - エレーナ・ピエトリーニ - エヴァ・ヤネヴァ - エリツァ・バシレバ - ナタリア・マーマドワ - ハンナ・クリメッツ - サマンタ・ファブリス - ベタニア・デラクルス - サマンタ・ブリシオ |